# Элемент (теория категорий)
В теории категорий, понятие элемента (или точки) обобщает обычное понятие элемента множества на объект произвольной категории. Иногда оно позволяет переформулировать свойства морфизмов (например, свойство мономорфизма), которые обычно описываются при помощи универсальных свойств в более привычных терминах действия отображения на элементах. Этот подход к теории категорий (и особенно его использование в лемме Йонеды) был предложен Гротендиком.

## Определение
Пусть C — категория, A и T — два объекта C. Тогда точки объекта A со значениями в T — это стрелки {\displaystyle p\colon T\to A}. Сопоставление объекту множества его точек со значениями в T является функтором от «переменной» T в категорию множеств, который называют функтором точек объекта A; согласно лемме Йонеды, функтор точек определяет A как объект C с точностью до изоморфизма.

## Свойства морфизмов
Многие свойства морфизмов можно описать в терминах точек. Например, морфизм f называется мономорфизмом, если
Для любых морфизмов g, h, таких что {\displaystyle f\circ g=f\circ h}, верно {\displaystyle g=h}.
Пусть эти морфизмы имеют вид {\displaystyle f\colon B\to C}, {\displaystyle g,h\colon A\to B} в категории C. Тогда g и h — это точки B со значениями в A, поэтому определение мономорфизма эквивалентно следующему:
f — мономорфизм, если он действует инъективно на точках.
Делать такие переформулировки нужно с осторожностью. f — эпиморфизм, если выполняется двойственное свойство:
Для любых морфизмов g, h, таких что {\displaystyle g\circ f=h\circ f}, верно {\displaystyle g=h}.
Пусть эти морфизмы имеют вид {\displaystyle f\colon A\to B}, {\displaystyle g,h\colon B\to C}. В теории множеств «эпиморфизм» означал бы следующее:
Каждая точка B является образом некоторой точки A под действием f.
Это утверждение вовсе не является переводом первого на язык точек, и они не эквивалентны в общем случае. Однако, например, в случае абелевой категории, «мономорфизмы» и «эпиморфизмы» должны удовлетворять столь сильным условиям, что их можно проинтерпретировать в терминах точек.
Некоторые категорные конструкции, например произведение, также имеют переформулировки. Вспомним, что если A, B — два объекта C, их произведение A×B — это такой объект, что
существуют морфизмы {\displaystyle p\colon A\times B\to A,} {\displaystyle q\colon A\times B\to B}, и для любого T и морфизмов {\displaystyle f\colon T\to A,g\colon T\to B} существует единственный морфизм {\displaystyle h\colon T\to A\times B} such that {\displaystyle f=p\circ h} и {\displaystyle g=q\circ h}.
В этом определении f и g это точки A и B со значениями вT, тогда как h — это точка A×B со значением в T. Определение можно переформулировать следующим образом:
A×B — это объект C с проекциями {\displaystyle p\colon A\times B\to A} and {\displaystyle q\colon A\times B\to B}, такой что p и q задают биекцию между точками A×B и парами точек A и B.

## Связь с теорией множеств
В случае, если C — это категория множеств, существует «множество с одной точкой» (терминальный объект) — синглетон {1}, и обычные элементы множества S — это то же самое, что элементы S со значениями в {1}. Можно рассмотреть точки со значениями в {1,2} — пары элементов S, или элементы S×S. В этом случае S полностью определяется своими {1}-точками. Однако это верно далеко не всегда (в данном случае это происходит из-за того, что любое множество является копроизведением {1}).